# Magic! (programma televisivo)
Magic! è stato un programma televisivo italiano della TV dei ragazzi, trasmesso da Rai 1 di pomeriggio alle 17:10, da lunedì 23 dicembre 1985 a giovedì 22 maggio 1986.

## Il programma
Il programma era condotto da Piero Chiambretti e Manuela Antonelli, e aveva la funzione di lanciare, tramite gag e scenette tra i conduttori, i vari cartoni animati e telefilm della rete. Al programma presero parte anche Giorgio Ariani ed Enzo Garinei nei panni di Stanlio e Ollio.
Lo sponsor della trasmissione era l'Orzo Bimbo della Star e per questo venivano esibiti anche i pupazzi animati raffiguranti lo scoiattolo Bim, il grillo Bum, la tartaruga Bam e la strega Gramigna (trasferiti nell'anno successivo ai programmi Bim Bum Bam e Ciao Ciao) che insieme a bambini e ragazzini partecipanti, animavano i vari giochi a quiz, che prevedevano la vincita di questi pupazzi in versione inanimata (esclusa la strega Gramigna).
Fino al 31 gennaio 1986 il programma andò in onda ogni pomeriggio dal lunedì al venerdì. Successivamente, con l'inizio del programma Pista! di venerdì, subì diverse variazioni e spostamenti di orario, fino alla sua chiusura definitiva.

## I programmi trasmessi

### Cartoni animati
- L'ispettore Gadget
- Braccio di Ferro
- Hello Sandybell
- Rosaura
- I Wuzzles
- La Pantera Rosa